# Pyrtaula mendosa
Pyrtaula mendosa är en tvåvingeart som först beskrevs av Friedrich Hermann Loew 1870.  Pyrtaula mendosa ingår i släktet Pyrtaula och familjen platthornsmyggor. Inga underarter finns listade i Catalogue of Life.